# Commentarii
Commentarii ist der Plural des lateinischen Wortes commentarius (deutsch Aufzeichnung, griechisch Hypomnema) und bezeichnete zunächst Notizen oder Aufzeichnungen, die von römischen Beamten, Staatsmännern oder Privatleuten in Form eines Tagebuchs oder Journals geführt wurden. Später bezeichneten sie auch eine literarische Gattung, dessen bekannteste Beispiele Gaius Iulius Caesars Werke über den Gallischen Krieg (commentarii de bello Gallico) und den Bürgerkrieg (commentarii de bello civili) sind.
Die commentarii in dieser ursprünglichen Verwendung waren das älteste vorliterarische Genos im Lateinischen. Der liber commentarius war ein privates Haushaltsbuch, das Römer zur Verwaltung ihrer persönlichen Angelegenheiten führten. Demgegenüber standen als früheste öffentliche Aufzeichnungen in Prosa die commentarii diverser Staatsämter und Verwaltungen (z. B. commentarii consulares, commentarii censorii und die commentarii der Statthalter); diese als Rechenschaftsberichte abgefassten Texte verzeichneten neben Ein- und Ausgaben auch wichtige Ereignisse oder Vorkommnisse. 
Die commentarii sacerdotum waren die Aufzeichnungen der römischen Priesterkollegien. Zu ihnen gehörten die commentarii pontificum und commentarii augurum. Die commentarii pontificum enthielten zum Beispiel Berichte über religiöse Aktivitäten, den Zustand der Tempel, religiöse Gesetze und Ähnliches mehr.
Während der Kaiserzeit gab es die commentarii principum, die unter anderem die Erlasse und Edikte des Reiches umfassten und auch Berichte zu Straf- und Zivilprozessen, die vom Kaiser persönlich angehört wurden, enthielten. Zu ihnen gehörten auch die commentarii beneficiorum, die die vom Kaiser erteilten Privilegien verzeichneten. Die mit der Erstellung und Verwaltung der Aufzeichnungen beauftragten Beamten wurden als a commentariis bezeichnet.
Aus diesen privaten und amtlichen Aufzeichnungen heraus entwickelten sich die commentarii später auch zu einem literarischen Genos weiter. Sie stellten dann eine Art von Autobiographien dar, die als geeignetes Mittel zur politischen Selbstdarstellung angesehen wurden. Das bekannteste Beispiel hierfür sind Gaius Iulius Caesars Werke über den Gallischen Krieg (commentarii de bello Gallico) und den Bürgerkrieg (commentarii de bello civili).